# Wing Commander Arena
Wing Commander Arena ist ein Weltraumkampf-Computerspiel, das von Gaia Industries für den Xbox Live Arcade Dienst entwickelt und von Electronic Arts am 25. Juli 2007 ausschließlich für die Xbox 360 Konsole veröffentlicht wurde. Es ist ein Ableger der Wing-Commander-Spieleserie.

## Entwicklung
Das Spiel wurde ohne Beteiligung von Serienschöpfer Chris Roberts entwickelt. Stattdessen entwickelte man ein Arcade-Spiel und entfernte die Cockpit-Perspektive. Produzent Sean Penney bezeichnet sich selbst als großen Fan der Serie. Wing Commander Arena als Hommage an die Serie gedacht und in puncto Spielerzahl sollte an das technische Limit der Plattform gegangen werden.

## Spielprinzip
Unter Verwendung einer 3D-Engine wird ein Weltraumflug auf einer Ebene simuliert. Die Höhe ist konstant und kann nur bei Auweichrollen kurz nach oben oder unten bewegt werden, bevor man zur Ausgangsebene zurückfällt. Hindernisse können dabei nicht umflogen werden. Die Spielmodi reichen von Zerstören aller Gegner, hin zu einem Überlebensmodus, bei dem immer stärkere Gegnerwelle ankommen, sowie einer Variante, in der Satelliten vor Meteoriten beschützt werden müssen. Dabei können Power-ups eingesammelt werden. Die Spieler können ihre Erfolge online in einer Highscore-Tabelle vergleichen.

## Rezeption
Für M! Games sei der Titel ein Etikettenschwindel, der er nichts mit den Qualitäten der Hauptserie gemeinsam habe. Die Ankündigungen seitens Electronic Arts sorge nur dafür, dass die Marke an Glanz verliere. EA hätte sich keinen Gefallen getan das Spiel unter der traditionsreichen Marke zu veröffentlichen.